# نوناف
نوناف (نام علمی: Neomphalus) نام یک سرده از بالاخانواده نوناف‌واران است.